# Танковые войска СССР
Та́нковые войска́ СССР — род войск в Сухопутных войсках Вооружённых сил СССР, существовавший с 1929 года по 1991 год.
Танковые войска являлись главной ударной силой Сухопутных войск СССР и мощным средством вооружённой борьбы, предназначенным для решения наиболее важных задач в различных видах военных (боевых) действий. Имели наименования в России, имперского и советского периодов, с:
- 1914 года — броневые силы
- 1929 года — механизированные войска (МВ)
- 1936 года — автобронетанковые войска (АБТВ)
- декабря 1942 года — бронетанковые и механизированные войска (БТиМВ, БТМВ)
- 1953 года — бронетанковые войска (БТВ)
- 1960 по 1991 годы — танковые войска (ТВ).

Имели на вооружении автоброневики, бронепоезда, танки основные и специальные, самоходные артиллерийские установки, бронетранспортёры, боевые машины пехоты и другую бронетехнику.

## Предыстория
Есть ли что-либо невозможное, например, в том, что автомобили не только вполне заменят повозки в обозах, но проберутся даже в полевую артиллерию; вместо полевых орудий с конскою упряжью войдут в состязание на поле сражения подвижные бронированные батареи, и битва сухопутная уподобится битве морской.— Д. Милютин
Понятие «танковые войска» появилось в различных вооружённых силах к началу 1960-х годов. А до этого применяли другие наименования, такие как броневые силы (войска) которые впервые в сравнительно крупном масштабе появились в Первую мировую империалистическую войну, а до этой войны эпизодическое участие в военных действиях, с конца XIX столетия и в начале XX столетия, принимали только одиночные бронированные поезда, железно-дорожная артиллерия и бронированные автомобили.
Уже через несколько дней после начала Первой мировой войны, 17 августа 1914 года, военный министр В. А. Сухомлинов предложил полковнику лейб-гвардии Егерского полка Александру Николаевичу Добржанскому сформировать «бронированную пулемётную автомобильную батарею», а уже 19 августа резолюцией военного министра было «положено начало существования блиндированных автомобилей и сформированию 1-й пулемётной автомобильной роты». 22 сентября 1914 года её командиром был назначен А. Н. Добржанский. Так началась история Броневых сил в Российской императорской армии. Рота принимала активное участие в боях на различных фронтах Первой мировой войны. Позднее, с сентября 1916 года на её базе был сформирован 1-й броневой дивизион. С началом войны военные начальники задумались о преодолении полевых укреплений противника, и русскими офицерами были предложены средства для их преодоления, например вооруженные бронированные машины «Вездеход», Царь-танк и так далее.
Появление танков связано с необходимостью решить задачу прорыва позиционной обороны, оборудованной в инженерном отношении и насыщенной артиллерией, пулемётами и миномётами. Впервые во время Первой мировой войны 1914—1918 годов танки (32 машины Mark I) были использованы англичанами в операции на реке Сомма (1916 год). А в 1917 году в районе города Камбре английские войска массированно применили более 350 танков за один день боя. Несмотря на их техническую слабость и тактические ошибки в применении, танки показали себя как новое перспективное средство, способное во взаимодействии с пехотой и артиллерией преодолевать позиционную оборону и развивать тактический успех в оперативный.
Танкостроение в течение Первой мировой войны достигло следующих размеров на заводах (единиц):
- Англии — 2 560;
- Франции — 4 330;
- Германской империи — до 30.

В 1919 году английское руководство дало своим заводам заказ на 3 000 танков, французы — 3 000 танков, немцы — 1 000 танков и США (включая заказ французов и англичан) — 23 400 танков.

### Броневые силы (1914—1929)
Появление броневых частей в Российской императорской армии произошло 19 августа 1914 года. Первым в мире формированием нового рода войск (сил) была 1-я автомобильная пулемётная рота, вооружённая 12-ю броневыми машинами с пулемётным и пушечным вооружением. К середине 1917 года в русской армии насчитывалось 7 бронепоездов и 13 бронедивизионов (около 300 бронемашин).

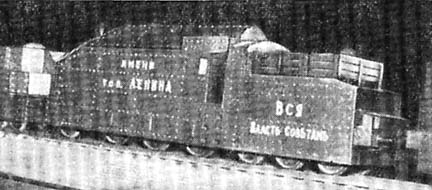
Бронепоезд № 6 имени В. И. Ленина

Танков собственного производства в Красной армии во время Гражданской войны в 1918—1920 годах не было; их задачи выполняли броневые силы, состоявшие из автомобильных броневых отрядов (автобронеотряд), основу которых также составляли бронемашины и бронепоезда. В январе 1918 был создан Совет броневых частей («Центробронь») по управлению всеми автоброневыми подразделениями и частями республики. В его функции входило размещение государственных заказов на постройку броневых автомобилей, а с апреля 1918 года и бронепоездов. За период с ноября 1918 по март 1921 года только основными заводами, выполнявшими заказы правительства, было изготовлено 75 типовых бронепоездов, 102 бронеплощадки и свыше 280 броневых автомобилей.
«Центробронь» решал также технические, административно-строевые и агитационно-политические задачи, а также осуществлял подготовку кадров командного состава и младших специалистов. В мае 1918 года в Москве открылась броневая школа по подготовке командиров бронечастей, а затем был развёрнут Московский отдельный автоброневой отряд, где обучались младшие специалисты автобронечастей. Доля подготовленных специалистов броневых частей в процентах к численности личного состава неуклонно возрастала:
| Части               | Конец 1918 года | Конец 1919 года | Конец 1920 года |
| ------------------- | --------------- | --------------- | --------------- |
| Бронепоезда         | 45              | 58—60           | 71              |
| Автобронеотряды     | 45              | до 64           | 80              |
| Автотанковые отряды | -               | -               | 11              |

В августе 1918 года на базе «Центробронь» было создано Центральное, а затем Главное броневое управление. В декабре 1920 года на вооружение Красной армии стали поступать первые лёгкие советские танки Сормовского завода.
В марте 1919 года подразделениями 2-й Украинской советской дивизии в бою с французскими войсками были захвачены французские танки (тогда назывались гусеничные броневики) «Рено FT-17», которые послужили прототипом первого советского танка КС.
Первая танковая часть на территории РСФСР — броневой дивизион при Совнаркоме Советской Украины — была создана в Харькове краскомом Селявкиным в 1919 году из трофейных французских танков FT-17, захваченных у союзных экспедиционных сил на Юге России под Одессой. Впоследствии эта первая в СССР танковая часть была преобразована в Танковую эскадру РККА (так называемую «лефортовскую») (1922), основной ударной силой которой были трофейные британские танки Mark V.
В ходе Гражданской войны выработалась практика применения броневых частей. Они представляли собой специальные войсковые части, предназначавшиеся для поддержки стрелковых и кавалерийских дивизий, бригад и полков. В годы Гражданской войны броневые силы, несмотря на незначительный удельный вес в армии (к концу войны — 0,41 %), сыграли важную роль в военных действиях.

Год спустя, в начале сентября 1923 года, броневые силы подверглись новым организационным изменениям. Отдельные небольшие автотанковые отряды (бронеотряды) были сведены в относительно крупное соединение — «эскадру» танков, которая состояла из двух флотилий: тяжёлой и лёгкой.— А. И. Радзиевский.Танковый удар. 1977
С 1928 года началось производство танков МС-1 («малый, сопровождения»). Впервые МС-1 (Т-18) были применены в бою в ходе конфликта на КВЖД в ноябре 1929 года.

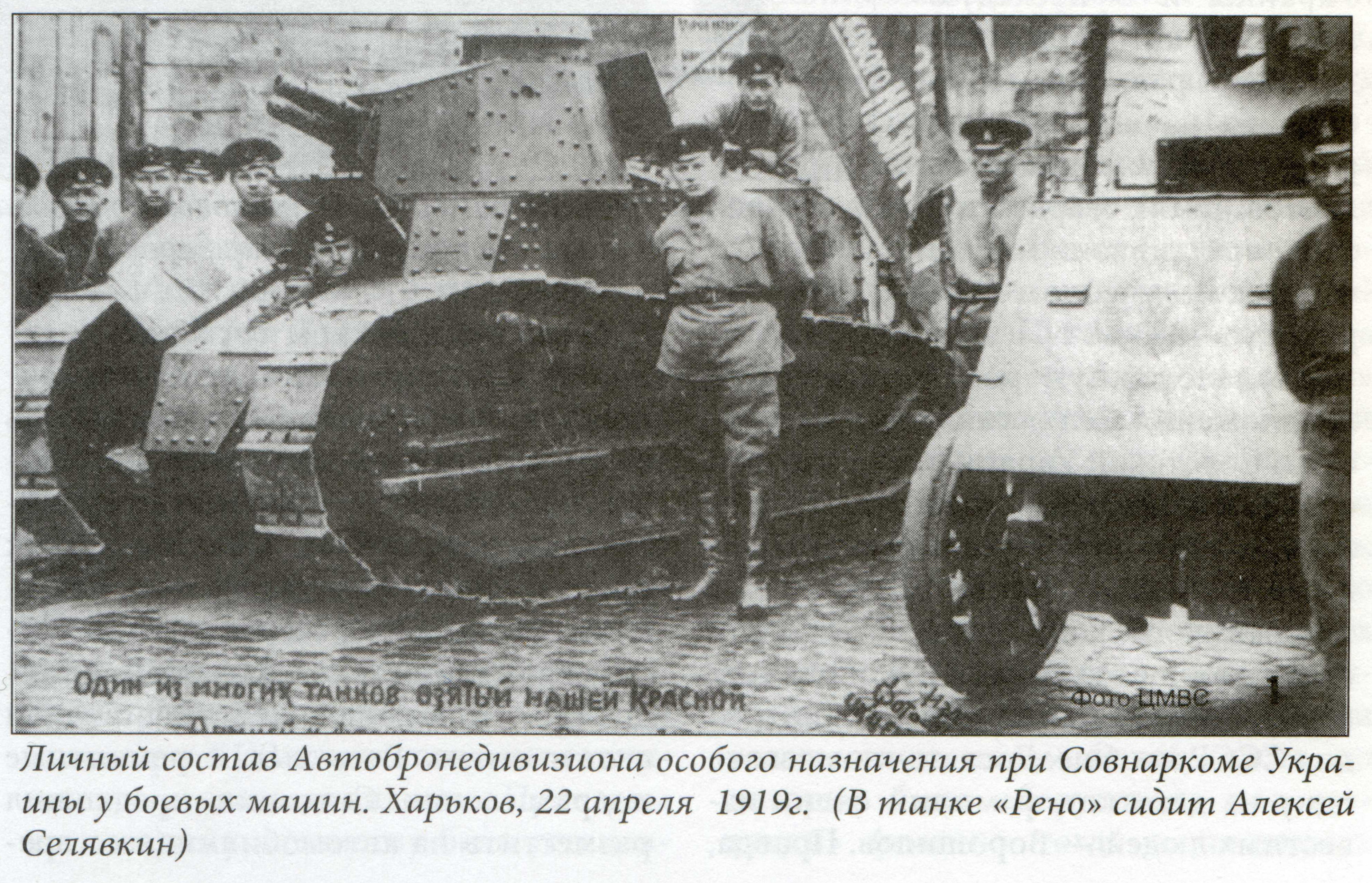
Бронедивизион Совнаркома с трофейным французским танком FT-17, захваченным под Одессой. Харьков, апрель 1919
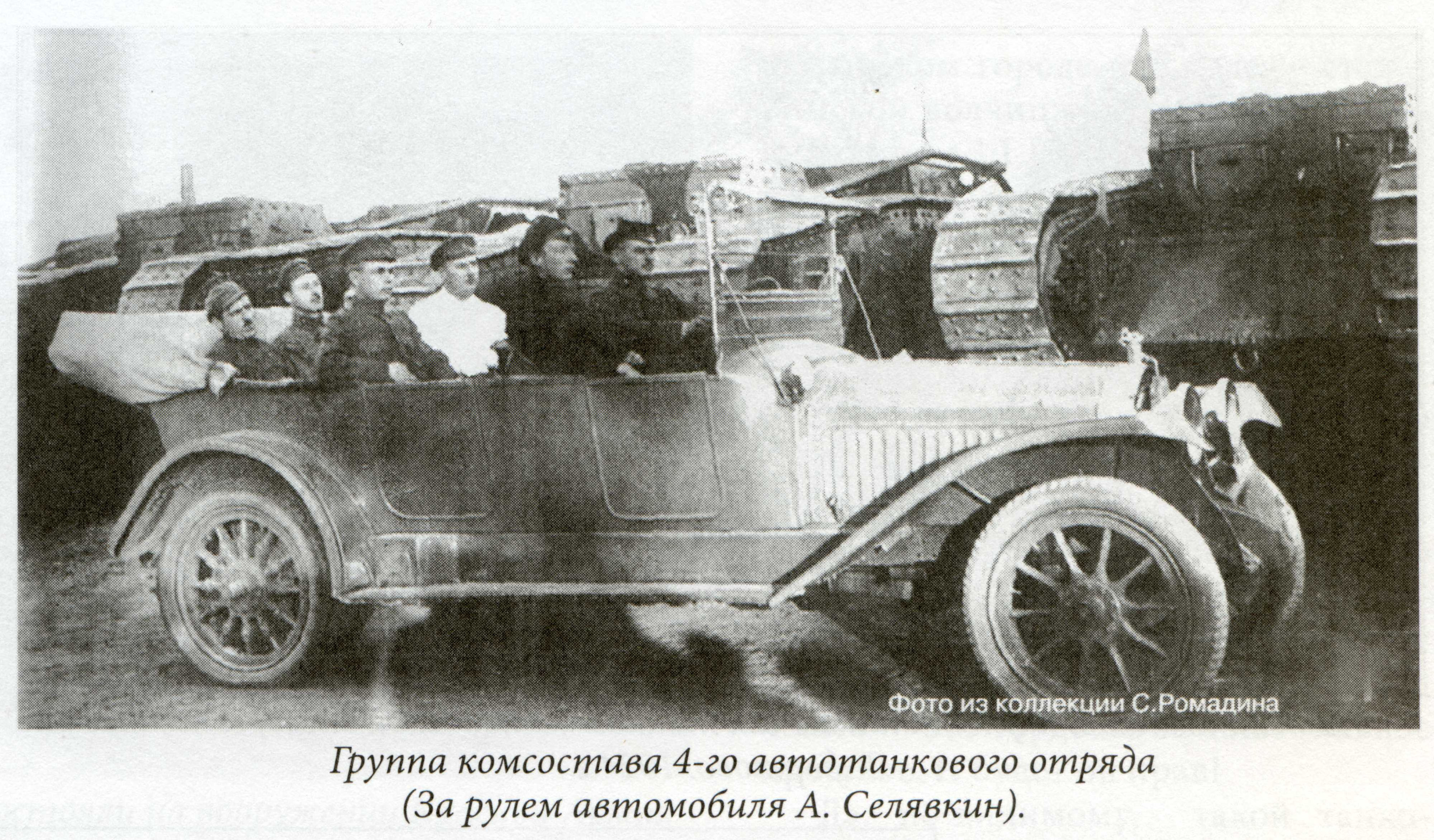
4-й танковый отряд РККА из трофейных британских танков Mk.V. Харьков, начало 1920-х
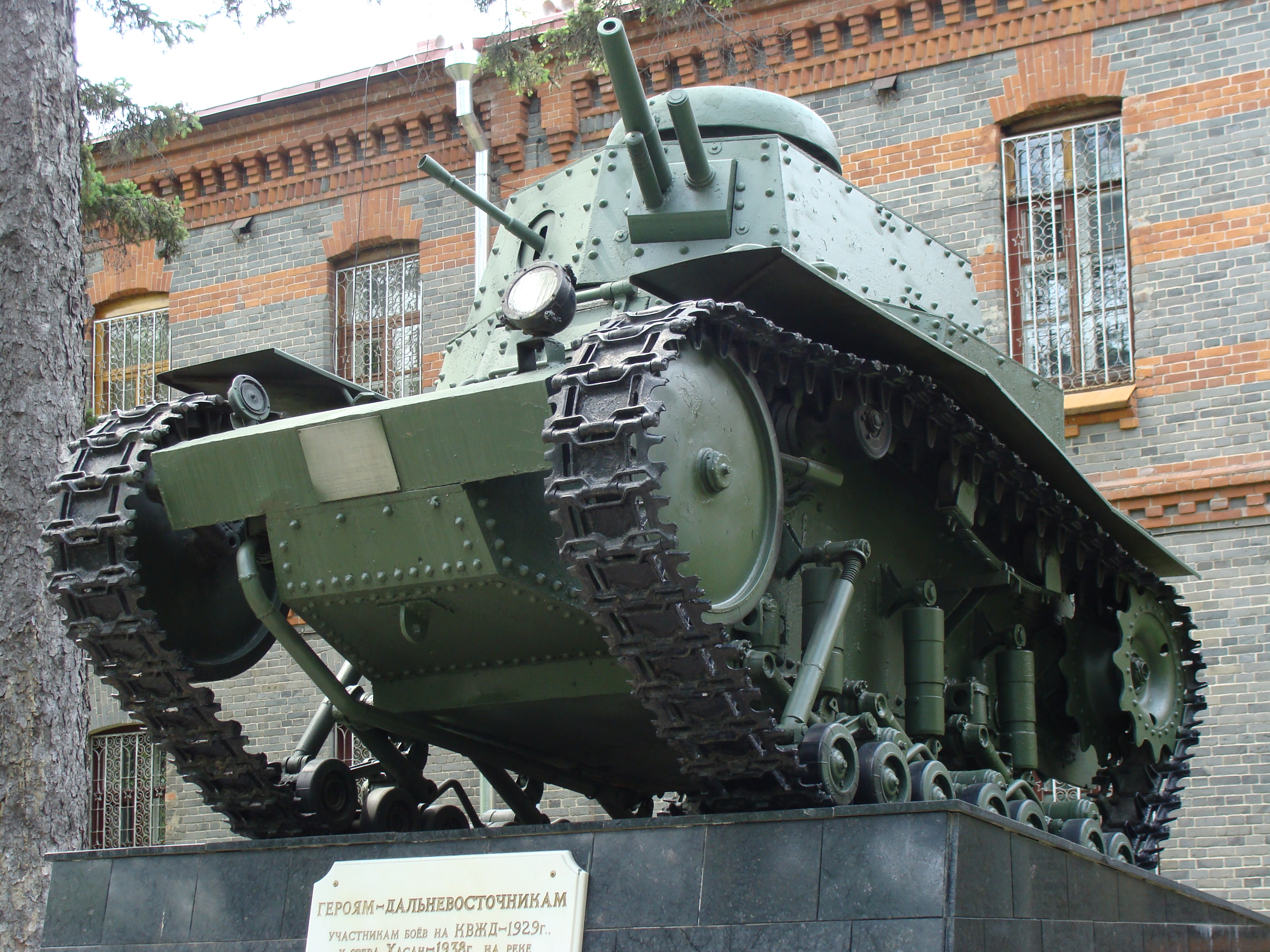
Советский танк Т-18 (1928), установленный в Хабаровске

### Механизированные войска (1929—1936)
В 1929 году было создано Управление механизации и моторизации РККА(УММ РККА). Танки вошли в состав механизированных войск. В 1930 году в 1-й механизированной бригаде имелся танковый полк, насчитывавший 110 танков. В 1932 году сформированы 11-й (в Ленинградском военном округе) и 45-й (в Украинском военном округе) механизированные корпуса. По состоянию на 1932 год в 45-м механизированном корпусе имелось свыше 500 танков.
В 1932 году была основана Военная академия механизации и моторизации РККА.
Локальные войны конца 1930-х годов и, особенно, французская кампания 1940 показали решающую роль механизированных ударных соединений. Советскими военными теоретиками (С. Н. Аммосов, В. К. Триандафиллов, К. Б. Калиновский и др.) были разработаны основы боевого применения бронетанковых войск, предусматривавшие массированное использование танков на важнейших направлениях. В середине 1930-х годов это нашло своё отражение в теории глубокой операции и глубокого боя. В соответствии с концепцией «глубокой наступательной операции», принятой в РККА, роль ударной силы отводилась механизированным корпусам. Основная идея теории состояла в нанесении удара по всей глубине обороны противника с использованием артиллерии, авиации, бронетанковых войск и воздушных десантов с целью нанести поражение всей оперативной группировке противника. В ходе глубокой операции достигались две цели — прорыв фронта обороны противника одновременным ударом на всю его тактическую глубину и немедленный ввод группировки подвижных войск для развития тактического прорыва в оперативный успех.
В 1931—1935 годах на вооружение Красной армии начали поступать лёгкие, средние, а затем и тяжёлые танки различных типов. Начался интенсивный процесс насыщения войск автомобильной и бронетанковой техникой, которую необходимо было испытывать и совершенствовать. В связи с этим 4 апреля 1931 года приказом Реввоенсовета СССР был создан 22-й Научно-испытательный автобронетанковый полигон (НИАБП) Управления механизации и моторизации Рабоче-Крестьянской Красной армии (войсковая часть (В/Ч) № 68054).

### Автобронетанковые войска (1936—1942)
Создание механизированных и танковых частей положило начало новому роду войск, получившему наименование автобронетанковых войск. Центральное управление механизации и моторизации в 1937 году было переименовано в Автобронетанковое управление (а позже в Главное автобронетанковое управление).
К началу 1936 года было создано 4 механизированные корпуса, 6 отдельных механизированных бригад, 6 отдельных танковых полков, 15 механизированных полков кавалерийских дивизий и значительное количество танковых батальонов и рот. Отдельные танковые батальоны в составе стрелковых дивизий предназначались для усиления стрелковых частей и соединений при прорыве обороны противника. Они должны были действовать вместе с пехотой, не отрываясь от неё на большое расстояние, и назывались танками непосредственной поддержки пехоты (ТНПП).
К концу 1937 года в РККА имелись 4 танковых корпуса, 24 отдельные лёгкие и 4 тяжёлые танковые бригады.
В 1938 году автобронетанковые войска получили боевой опыт у озера Хасан (1938), а затем на реке Халхин-Гол (1939) и в советско-финской войне 1939—1940 годов. Исходя из полученного опыта, были разработаны и к 1940 году приняты на вооружение танки с более мощной бронёй и более мощным вооружением (средний танк Т-34-76 и тяжёлый танк КВ-1).
В ноябре 1939 года, вследствие оценки опыта применения танков в Испании, были расформированы имевшиеся 4 механизированные корпуса и введён новый тип соединения — моторизованная дивизия. К маю 1940 года были созданы 4 моторизованные дивизии (по 258 танков в каждой), отдельные танковые и броневые бригады.
Однако 9 июля 1940 года НКО СССР утвердил план восстановления механизированных корпусов. 4 октября НКО доложил Политбюро ЦК ВКП (б) о завершении формирования 8 мехкорпусов, 18 танковых и 8 механизированных дивизий. К 1 декабря 1940 года в РККА было 9 механизированных корпусов (в их составе — 18 танковых и 9 моторизованных дивизий, а также 2 отдельные танковые дивизии) и 45 танковых бригад (40 бригад Т-26 и 5 — БТ).

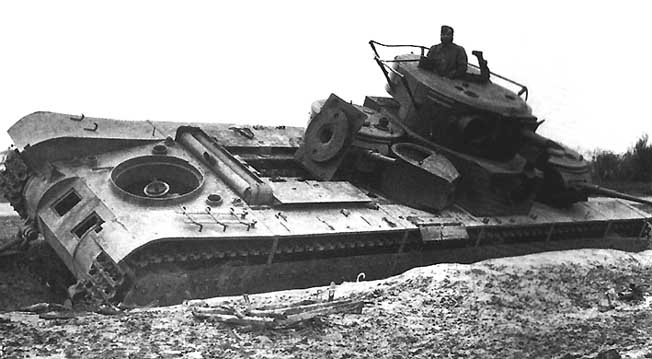
Т-35, брошенный экипажем из-за неисправности. Западная Украина, июль 1941 года

Накануне Великой Отечественной войны 1 июня 1941 года в составе Красной армии было 1392 танка новых типов — Т-34-76 и КВ-1. Ещё 305 танков было произведено в июне 1941 года. Таким образом количество тяжёлых и средних танков, по ударной мощи не имевших аналогов у вермахта, на 22 июня 1941 года в Красной армии составляло не менее 1392 единиц. По общему количеству танков и штурмовых орудий Красная армия также имела численное превосходство: 15 687 против 4171, сосредоточенных на Восточном фронте вермахтом.
В первые недели военных действий механизированные корпуса наносили контрудары (Битва за Дубно — Луцк — Броды, Лепельский контрудар), несли значительные потери и вынуждены были вести оборонительные сражения совместно со стрелковыми войсками. Большие потери в танках и невозможность быстрого их восстановления заставили советское командование использовать танки в целях непосредственного прикрытия пехоты, для действий из засад, повышения устойчивости обороны стрелковых войск, для проведения частных контратак. К осени 1941 года все механизированные корпуса были расформированы (в соответствии с директивным письмом Ставки ВГК от 15 июля 1941 года), основными организационными единицами стали танковые бригады и отдельные танковые батальоны. Крупных соединений для проведения наступательных операций советское командование не имело.
На 1 декабря 1941 года в действующей армии осталось 1730 танков. Советское правительство предпринимало меры по организации производства танков, в результате чего их количество в действующей армии быстро возрастало: к 1 мая 1942 года — 4065, а к ноябрю — 6014 танков. Весной 1942 года появилась возможность сформировать танковые, а позже и механизированные корпуса. Были созданы также 2 танковые армии смешанного состава, в которые входили танковые, механизированные и стрелковые соединения — 3-я и 5-я танковые армии. 16 октября 1942 года Народный комиссар обороны СССР издал приказ, который требовал использовать танковые бригады и полки для непосредственной поддержки пехоты, а танковые и механизированные корпуса в качестве эшелонов развития успеха с целью разобщения и окружения крупных группировок врага.

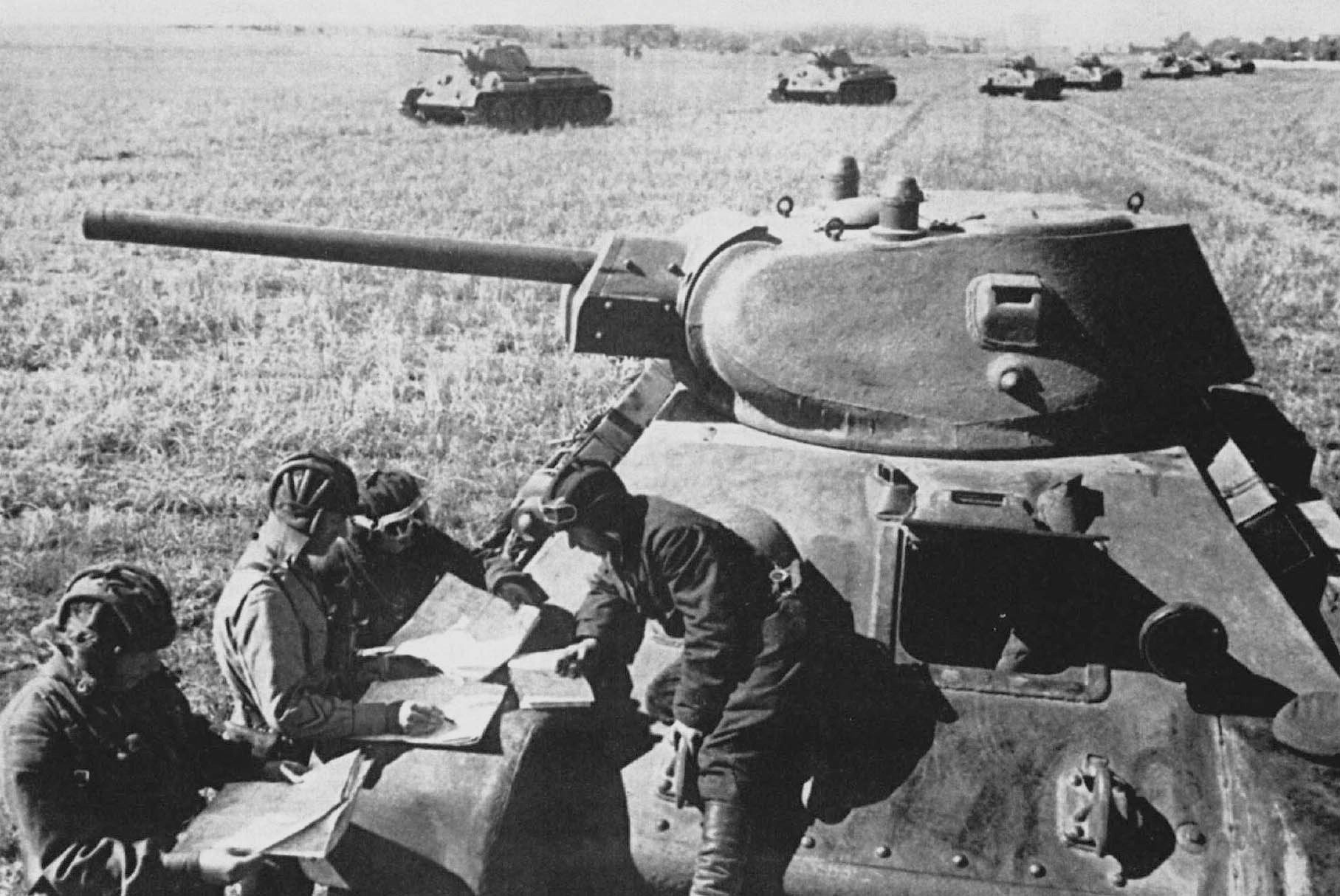
Уточнение боевой задачи советскими танкистами. Район Северного Крыма, октябрь 1941 года

Таким образом, в течение 1942 года была осуществлена программа организационного строительства танковых войск, что позволило к январю 1943 года иметь в танковых войсках две танковые армии, 24 танковых (из них два были в стадии формирования), 8 механизированных (два из них завершали формирование) корпусов, а также значительное количество различных бригад и полков для НПП.

### Бронетанковые и механизированные войска (7 декабрь 1942—1953)
Постановлением Государственного Комитета Обороны Союза ССР № ГОКО-2589с, от 7 декабря 1942 года, авто-бронетанковые войска были переименованы в бронетанковые и механизированные войска (БТМВ). Было образовано Управление командующего бронетанковыми и механизированными войсками и введена должность Командующего бронетанковыми и механизированными войсками.
В 1943 году на вооружение БТМВ поступили самоходно-артиллерийские установки (СУ-122), которые предназначались для мобильной огневой поддержки танковых соединений. В танковых и механизированных корпусах было увеличено количество основных танков, включены самоходно-артиллерийские, миномётные и зенитные части. 16 января 1943 года указом Президиума Верховного Совета СССР были введено персональное звание Маршал бронетанковых войск.
Началось сформирование танковых армий однородного состава — в январе 1943 года была сформирована 1-я и 2-я танковые армии К лету 1943 года уже имелось пять танковых армий, которые состояли из двух танковых и одного механизированного корпусов, а также большое количество отдельных танковых и механизированных корпусов.
Постоянно возрастало количество танков, участвовавших в операциях: в Московской битве (1941—1942) участвовало 780 танков, в Сталинградской битве (1942—1943) — 979, в Белорусской операции (1944) — 5200, в Берлинской операции (1945) — 6250 танков и САУ. По словам генерала армии А. И. Антонова, «…вторая половина войны прошла под знаком преобладания наших танков и самоходной артиллерии на полях сражений. Это позволяло нам осуществлять оперативные манёвры огромного размаха, окружать крупные группировки противника, преследовать его до полного уничтожения».
Неоднократная и коренная реорганизация этого рода войск за годы Великой Отечественной войны обусловлена изменениями в способах ведения боевых действий в годы войны и была направлена на достижение постоянного соответствия форм организации танковых войск способам ведения боя и операции. При этом ограничивающим фактором были экономические возможности страны по производству вооружения и боевой техники.
Тенденции развития танковых войск включали:

- постоянное увеличение огневой мощи и ударной силы частей, соединений и объединений;
- придание, особенно корпусам и армиям, необходимой автономности при ведении боевых действий в отрыве от стрелковых соединений;
- постоянное стремление к обеспечению всем организационным формам высокой подвижности и мобильности;
- обеспечение частям, соединениям и объединениям возможностей для успешного ведения боя и операции в различных условиях местности;
- создание легкоуправляемой организации полков, бригад, корпусов и армий.

По окончании Великой Отечественной войны вышло Постановление Государственного комитета обороны СССР №ГКО-9488сс, от 9 июля 1945 года, «О Доукомплектовании бронетанковых и механизированных войск Красной Армии». Согласно этому постановлению часть стрелковых дивизии переводились на штат механизированных дивизий и включалась в состав Бронетанковых и механизированных войск. В некоторых случаях в механизированные дивизии также были переформированы кавалерийские дивизии и воздушно-десантные дивизии.
Бронетанковые и механизированные войска, размещённые в Восточной Европе, являлись одним из важнейших факторов по сдерживанию правящих кругов Великобритании и США от проведения военной операции против СССР. После анализа соотношения сил СССР и бывших союзников (1,56 : 1 — по эквивалентным бронетанковым дивизиям; 2,53 : 1 — по всем эквивалентным дивизиям сухопутных войск) план операции «Немыслимое» был отправлен в архив, а последующие планы войны против СССР разрабатывались уже на уровне НАТО. Согласно плану обороны страны на 1947 год, вооружённым силам ставилась задача обеспечить целостность границ на Западе и Востоке, установленных международными договорами после Второй мировой войны, быть в готовности к отражению возможной агрессии противника. В связи с созданием НАТО, с 1949 года началось постепенное увеличение численности советских вооружённых сил: страна втягивалась в гонку вооружений.
1 июля 1946 года Указом Президиума Верховного Совета СССР учреждён профессиональный праздник День танкиста в ознаменование больших заслуг бронетанковых и механизированных войск в разгроме противника в годы Великой Отечественной войны, а также за заслуги танкостроителей в оснащении Вооружённых сил страны бронетанковой техникой.

### Бронетанковые войска (1953—1960)

T-54 во время учений с применением ядерного оружия на Тоцком полигоне, сентябрь 1954 (кадр из фильма «Репетиция апокалипсиса. Тоцкий полигон», 2004)

В 1953 году была введена должность начальника бронетанковых войск.
На вооружении Советской армии находилось до 60 000 танков типа Т-54/55. Они составляли основу Советской армии. Танковые войска были частью бронетанковой стратегии.
Создание Т-55 позволяло вести боевые действия в условиях ядерной войны.

### Танковые войска после 1960 года
В декабре 1960 года было создано Управление начальника танковых войск и введена должность начальника танковых войск. Данная должность была упразднена в 1977 году.
В результате гонки вооружения к началу 1960-х годов только на западном ТВД было развёрнуто 8 танковых армий (из них 4 — в ГСВГ). На вооружение поступали танки новых серий: Т-64 (1969), Т-72 (1973), Т-80 (1976), ставшие основными боевыми танками Советской Армии. Они имели различную комплектацию по типу двигателей и других важных узлов, что в значительной степени осложняло их эксплуатацию и ремонт в войсках.

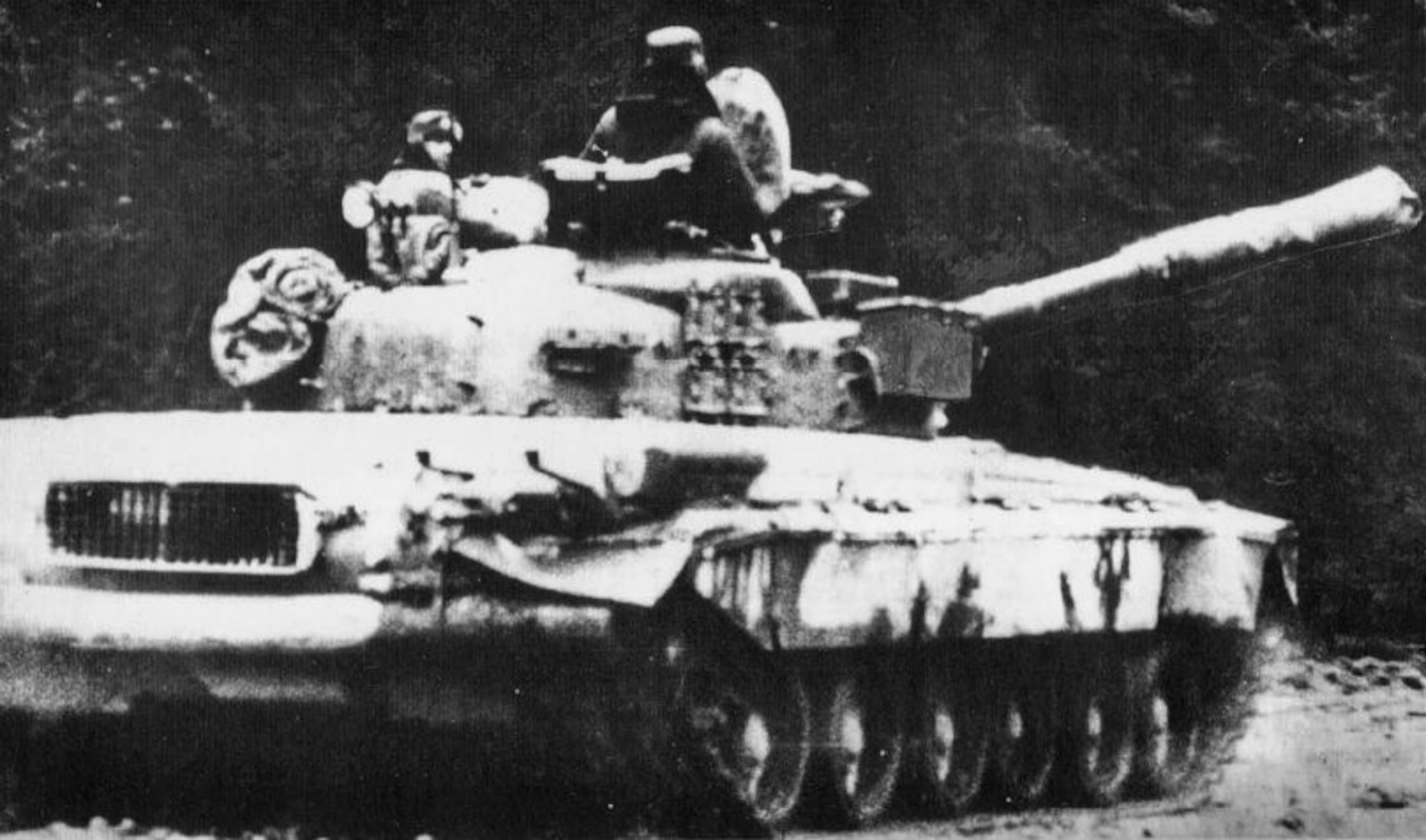
Т-80 во время манёвров, 25 марта 1986 года

В войсках на 1987 год имелось 53,3 тыс. танков. Согласно информации Министерства обороны СССР, на 1 января 1990 года всего имелось 63 900 танков (в том числе, в зоне готовившегося к заключению ДОВСЕ — 41 580), 76 520 боевых машин пехоты и бронетранспортёров. По другим данным в начале 1990-х годов в стране было 65 тысяч танков — больше, чем у всех стран мира, вместе взятых. Оскотский, Захар Григорьевич пишет, что на 1 января 1991 года в Советской армии в частях и на складском хранении было свыше 69 тысяч танков. В период 1955—1991 годов советские танковые войска были сильнейшими в мире.
В соответствии с договором об обычных вооружённых силах в Европе от 19 ноября 1990 года Советский Союз обязался сократить обычные вооружения на Европейской территории до уровня 13 300 танков (имелось 20 694), 20 000 бронированных машин (имелось 29 348), 13 700 артиллерийских орудий. Договор окончательно поставил крест на возможности советского танкового броска, ознаменовав завершение эпохи великого танкового противостояния.

## Руководство

### Начальники танковых войск Вооружённых Сил СССР
1929—1934 — начальники Управления механизации и моторизации РККА, 1934—1942 — начальники Автобронетанкового управления РККА, 1942—1954 — командующие бронетанковыми и механизированными войсками, 1954—1960 — начальники бронетанковых войск, 1960—1980 — начальники танковых войск, 1980—1995 — начальники Главного автобронетанкового управления Министерства обороны, с 1995 — начальники Главного автобронетанкового управления Министерства обороны
- ноябрь 1929 — апрель 1936 — И. А. Халепский — командарм 2-го ранга (1935),
- май 1936 — июнь 1937 — Г. Г. Бокис — комдив,
- ноябрь 1937 — июнь 1940 — Д. Г. Павлов — комкор, с марта 1940 командарм 2-го ранга,
- июнь 1940 — декабрь 1942 Я. Н. Федоренко — генерал-лейтенант танковых войск,
- декабрь 1942 — апрель 1947 — Я. Н. Федоренко — генерал-лейтенант танковых войск (до 1943), генерал-полковник танковых войск (до 1944), маршал бронетанковых войск,
- апрель 1947 — апрель 1948 — П. С. Рыбалко — маршал бронетанковых войск,
- декабрь 1948 — апрель 1953 — С. И. Богданов — маршал бронетанковых войск,
- апрель 1953 — май 1954 — А. И. Радзиевский — генерал-полковник танковых войск,
- май 1954 — май 1969 — П. П. Полубояров — генерал-полковник танковых войск (до 1962), маршал бронетанковых войск,
- май 1969 — ноябрь 1977 — А. Х. Бабаджанян — маршал бронетанковых войск (до апр. 1975), главный маршал бронетанковых войск,
- январь 1978 — март 1987 — Ю. М. Потапов — генерал-полковник,
- март 1987 — ноябрь 1996 — А. А. Галкин — генерал-полковник.

## Знаки различия

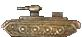
Петличная и погонная эмблема танковых войск РККА.
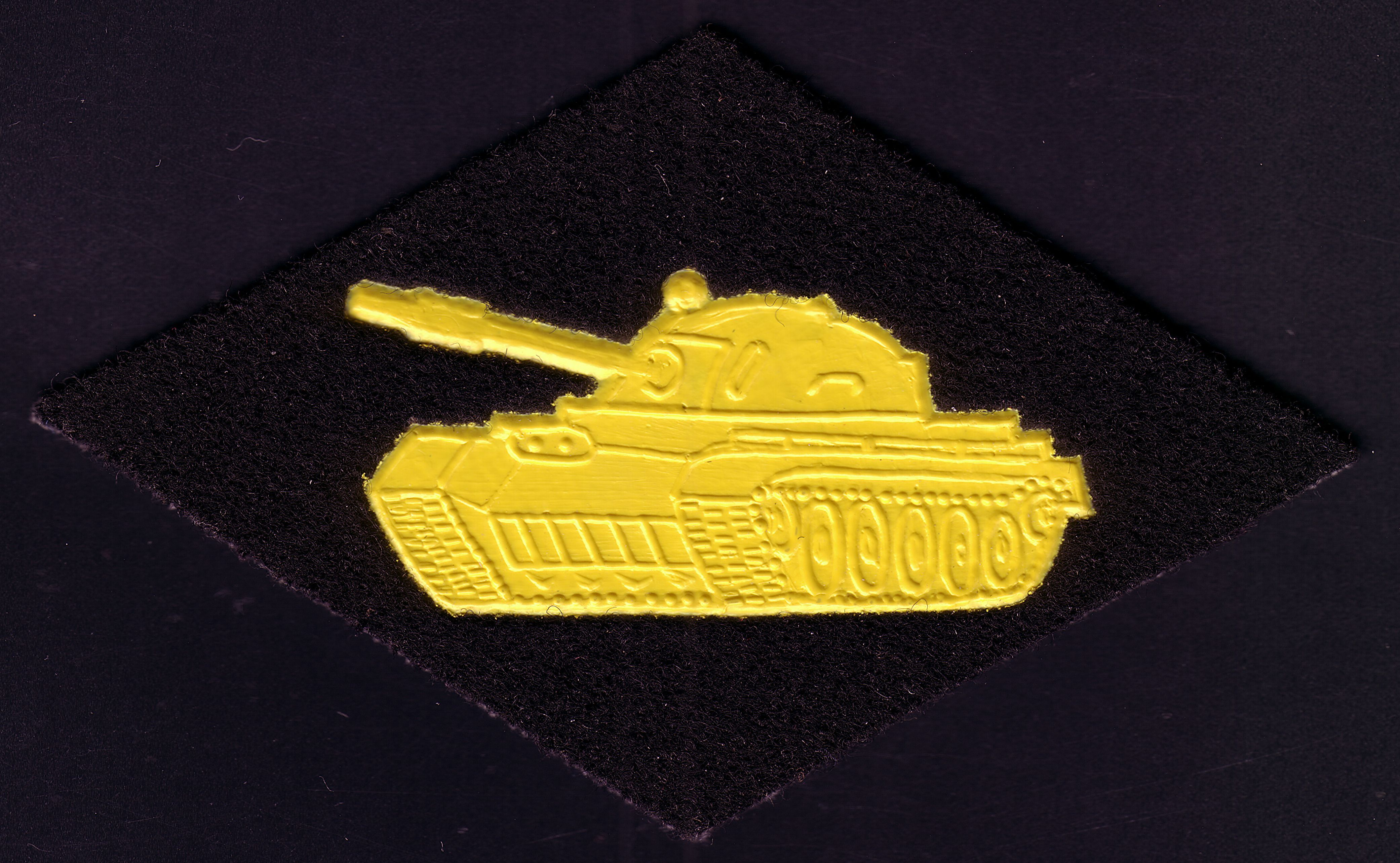
Нагрудный знак на комбинезон танковые войска СВ ВС СССР.
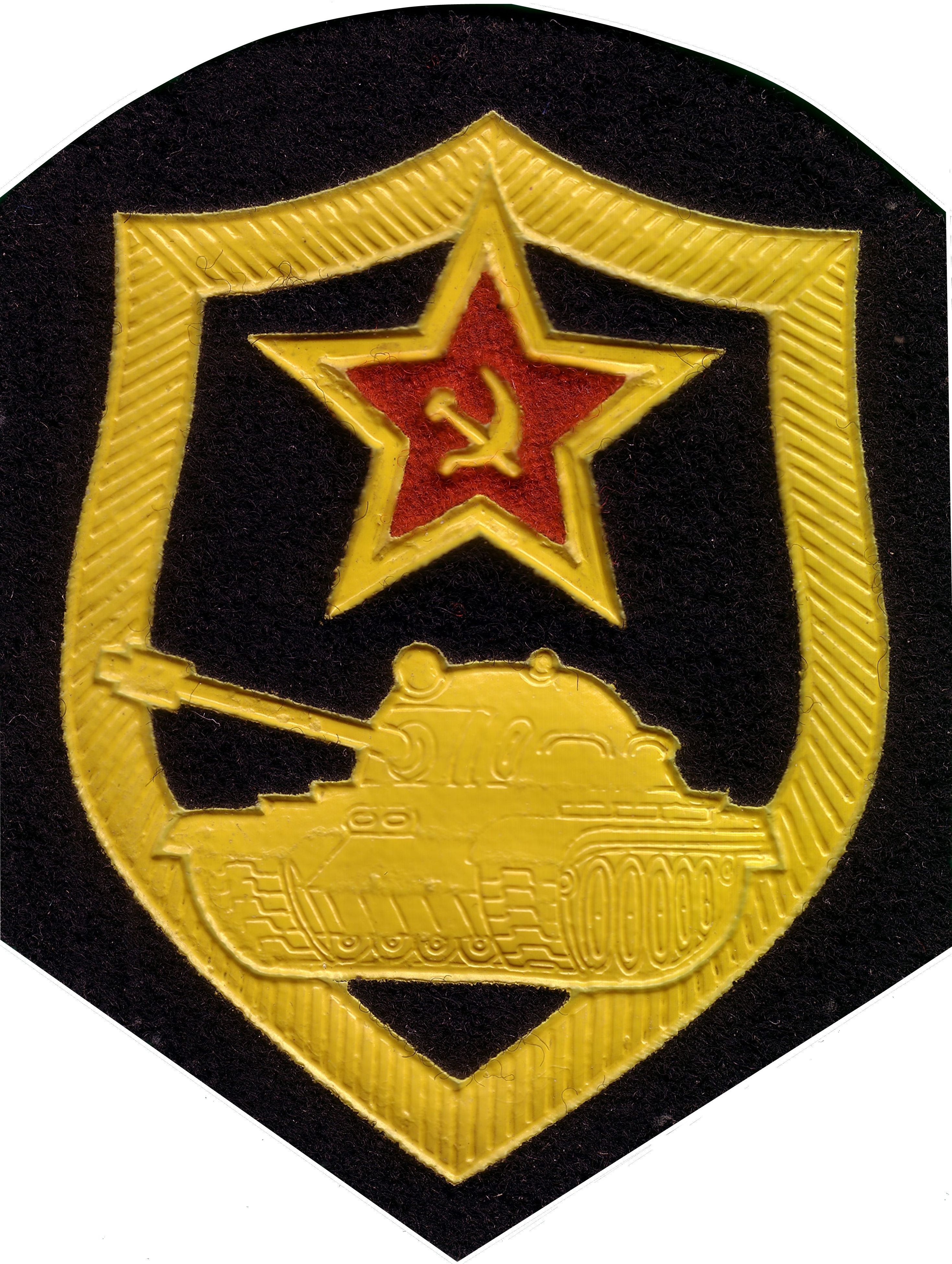
Нарукавный знак по роду войск (службе) Танковые войска СВ ВС СССР.

## Вооружение

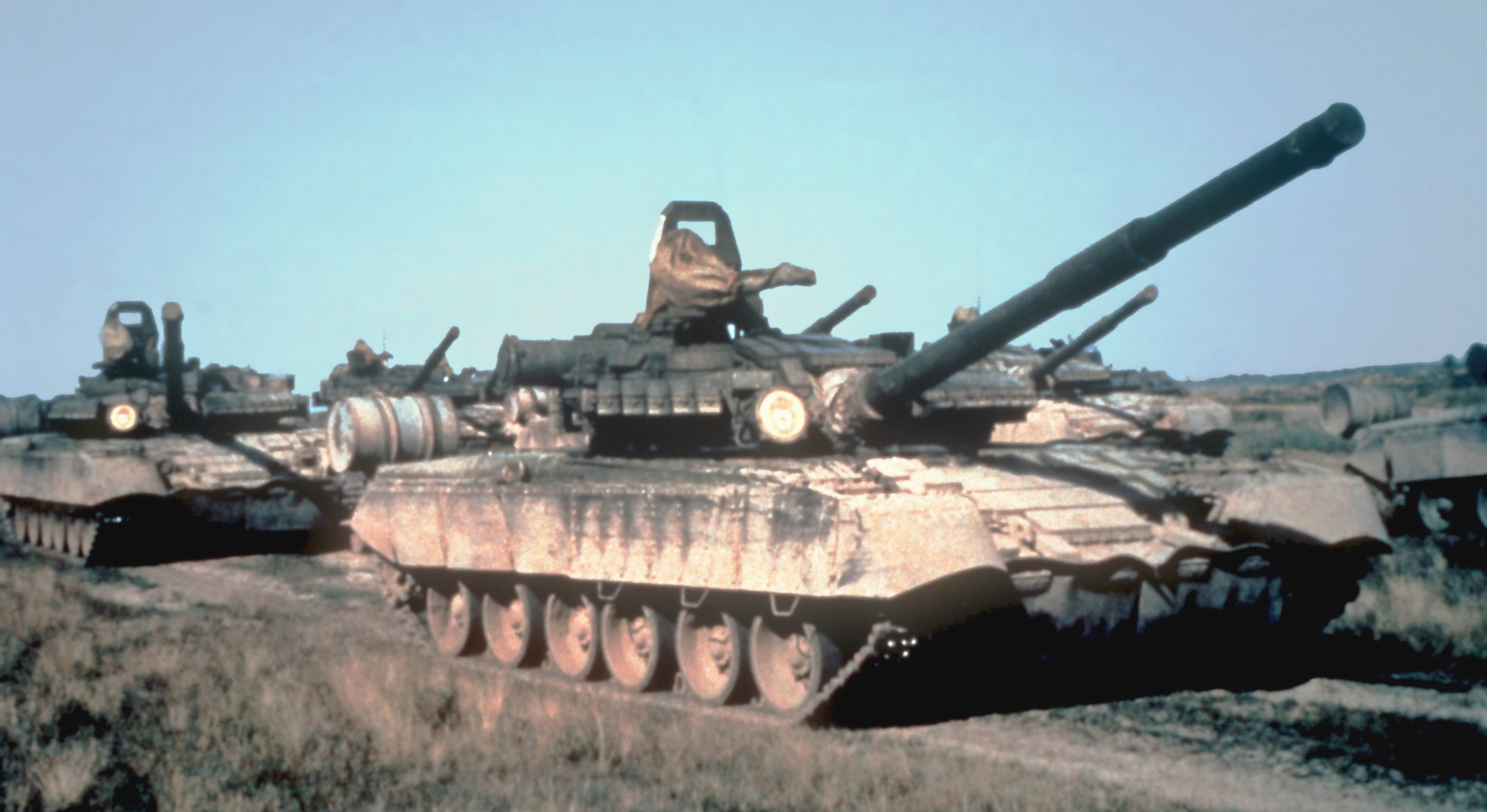
Основной танк Т-80 (1989).
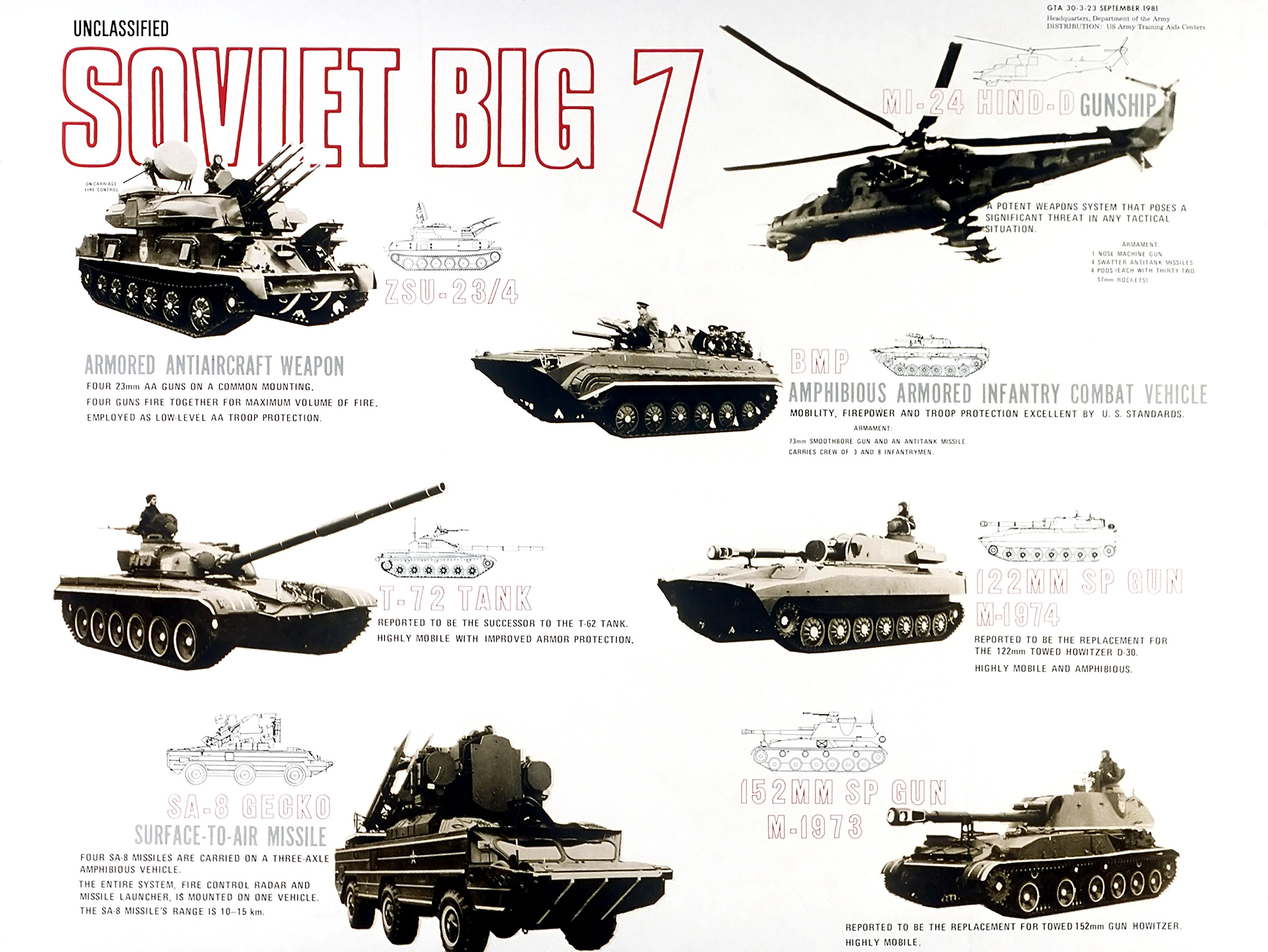
Советская «Большая семёрка» — семь основных типов вооружения и военной техники составлявших основу сухопутных вооружений по версии аналитиков NATO.

## Учебные заведения
На 1 сентября 1940 года Главному автобронетанковому управлению Красной армии были подчинены следующие военно-учебные заведения:
1. Военная академия механизации и моторизации имени И. В. Сталина
2. Орловское бронетанковое училище
3. Харьковское бронетанковое училище
4. Ульяновское бронетанковое училище
5. Киевское танко-техническое училище
6. 1-е Саратовское бронетанковое училище
7. 2-е Саратовское бронетанковое училище
8. Ленинградское автомобильное училище
9. Полтавское автомобильное училище
10. Борисовское автомобильное училище
11. Ленинградские бронетанковые курсы
12. Казанские курсы усовершенствования

На 20 сентября 1941 года Главному автобронетанковому управлению Красной армии были подчинены следующие военно-учебные заведения:
1. 1-е Саратовское Краснознамённое танковое училище.
2. 2-е Саратовское танковое училище.
3. 3-е Саратовское танковое училище.
4. Казанское танковое училище.
5. 1-е Ульяновское Краснознамённое танковое училище имени Ленина.
6. 2-е Ульяновское танковое училище.
7. Сызранское танковое училище.
8. Сталинградское танковое училище.
9. Майкопское танковое училище имени Фрунзе.
10. 1-е Харьковское танковое училище имени Сталина.
11. 2-е Харьковское танковое училище.
12. Чкаловское танковое училище.
13. Челябинское танковое училище.
14. Кунгурское танко-техническое училище.
15. 1-е Горьковское автомотоциклетное училище.
16. 1-е Горьковское танковое училище
17. 2-е Горьковское автомотоциклетное училище.
18. Острогожское автомотоциклетное училище.
19. Рыбинское автотехническое училище.
20. Камышинское тракторное училище.
21. Тракторное училище.
22. Краснознамённые БТ Курсы усовершенствования комсостава Красной Армии.
23. Казанские курсы усовершенствования военно-технического состава АБТВ.
24. Харьковские повышенные АБТ Курсы усовершенствования начсостава запаса Красной Армии.
25. Соликамское аэросанное училище.
26. Котласское аэросанное училище.

По состоянию на 1985-й год.
Военная академия:
1. Военная академия бронетанковых войск (Москва)

Высшие командные училища:
1. Благовещенское высшее танковое командное училище
2. Казанское высшее танковое командное училище
3. Ташкентское высшее танковое командное училище
4. Ульяновское гвардейское высшее танковое командное училище
5. Харьковское гвардейское высшее танковое командное училище
6. Челябинское высшее танковое командное училище

Высшие инженерные училища:
1. Киевское высшее танковое инженерное училище
2. Омское высшее танковое инженерное училище

## Печатные органы
Журналы:
- «Журнал автобронетанковых войск» (1942—1944)[29]
- «Журнал бронетанковых и механизированных войск» (1944—1946)[29]
- «Танкист», (1946—1960)[29]

## Награды
Во время Великой Отечественной войны за боевые заслуги 68 танковых бригад получили звание гвардейских, 112-ти присвоены почётные наименования, а 114 — награждены орденами. К бригадам, получившим пять и шесть орденов, относятся 1-я, 44-я, 47-я, 50-я, 52-я, 65-я и 68-я гвардейские танковые бригады.

### Герои Советского Союза
За время Великой Отечественной войны более тысячи воинов-танкистов были удостоены звания Героя Советского Союза, а 17 из них — дважды, сотни тысяч награждены орденами и медалями.

### Дважды Герои Советского Союза
1. Капитан Архипов, Василий Сергеевич (21.3.1940 и 23.9.1944)
2. Гвардии генерал-майор Асланов, Ази Агадович (22.12.1942 и 21.6.1991)
3. Генерал-лейтенант танковых войск Богданов, Семён Ильич (11.3.1944 и 6.4.1945)
4. Подполковник Бойко, Иван Никифорович (10.1.1944 и 26.4.1944)
5. Гвардии полковник Головачёв, Александр Алексеевич (23.9.1944 и 6.4.1945)
6. Гвардии полковник Гусаковский, Иосиф Ираклиевич (23.9.1944 и 6.4.1945)
7. Гвардии полковник Драгунский, Давид Абрамович (23.9.1944 и 31.5.1945)
8. Гвардии генерал-полковник танковых войск Катуков, Михаил Ефимович (23.9.1944 и 6.4.1945)
9. Гвардии генерал-лейтенант танковых войск Кравченко, Андрей Григорьевич (10.1.1944 и 8.9.1945)
10. Полковник Лелюшенко, Дмитрий Данилович (7.4.1940 и 6.4.1945)
11. Генерал-лейтенант Рыбалко, Павел Семёнович (17.11.1943 и 6.4.1945)
12. Гвардии полковник Слюсаренко, Захар Карпович (23.9.1944 и 31.5.1945)
13. Гвардии полковник Фомичёв, Михаил Георгиевич (23.9.1944 и 31.5.1945)
14. Гвардии майор Хохряков, Семён Васильевич (24.5.1944 и 10.4.1945)
15. Генерал-лейтенант Черняховский, Иван Данилович (17.10.1943 и 29.7.1944)
16. Гвардии подполковник Шутов, Степан Фёдорович (10.1.1944 и 13.9.1944)
17. Полковник Якубовский Иван Игнатьевич (10.1.1944 и 23.9.1944)

## Музеи
- Военно-исторический музей бронетанкового вооружения и техники в Кубинке (на территории 38 НИИ МО РФ)
- Ленино-Снегирёвский военно-исторический музей (Снегири Истринского района Московской области)
- Музейный комплекс «История танка Т-34» (дер. Шолохово Мытищинского района Московской области)
- Саратовский государственный музей боевой славы включает в себя экспозицию военной техники и вооружения под открытым небом.

## Отражение в искусстве
Кинематограф
- В 1939 году в фильме «Трактористы» впервые прозвучал марш советских танкистов, ставший знаменитым на всю страну. В этом же фильме впервые прозвучала песня «На границе тучи ходят хмуро (Три танкиста)».
- Основанный на реальных событиях, фильм «Жаворонок» (1964) повествует о бегстве из плена советских военнопленных танкистов на Т-34.
- Польский телесериал «Четыре танкиста и собака» 1966 года стал культовым фильмом не только в Польше, но и в других странах социалистического лагеря. Прототипом одного из главных героев был реальный танкист Виктор Васильевич Тюфяков, кавалер четырёх польских орденов и двух медалей (помимо советских наград).
- В 1969 году вышел первый фильм «Огненная дуга» советской киноэпопии «Освобождение», рассказывающий о Курской битве — самом известном сражении, в которой участвовали советские танкисты.
- В 1981 фильм «Танкодром»
- В 1983 г. фильм киноповесть «Комбаты».
- В 1986 г. фильм «Атака».
- В 1990 году режиссёр Игорь Шешуков снял военную драму «Танк „Клим Ворошилов-2“».

- В честь Советских танкистов назван перевал в Джунгарском Алатау[32].